# Les Rois maudits (mini-série, 2005)
Pour les articles homonymes, voir Les Rois maudits (homonymie).
Les Rois maudits est une mini-série franco-italienne en cinq épisodes de 90 minutes, réalisée par Josée Dayan d'après la suite romanesque éponyme de Maurice Druon et diffusée entre le 7 novembre et le 28 novembre 2005 sur France 2.
En Belgique, la série a été diffusée entre le 28 septembre et le 26 octobre 2005 sur La Une, au Canada par Radio-Canada et en Suisse, du 30 septembre au 28 octobre 2005 sur TSR1.

## Synopsis
Les Rois maudits raconte l’histoire de la monarchie française depuis Philippe IV le Bel jusqu’à la guerre de Cent Ans. L’histoire débute durant le règne de Philippe le Bel, alors qu’il tente d’écraser l’ordre des Templiers dont il est le débiteur. En 1314, à l’issue d’un procès titanesque, l’ordre est condamné pour hérésie et dissous par le pape. Confiés à la justice royale, les dirigeants relaps de l’ordre sont brûlés. Sur le bûcher, le maître de l’ordre Jacques de Molay lance une malédiction sur Philippe le Bel et sa descendance, ainsi que sur Guillaume de Nogaret qui avait mené l’instruction du procès des Templiers, et sur le pape Clément V.
Nogaret, le pape — qui avait ouvert le procès sous la pression de Philippe le Bel — et le roi décèdent effectivement dans l’année. Les successeurs au trône ne seront pas plus chanceux puisqu’ils meurent assassinés ou de maladie, sans avoir donné d’héritier mâle au royaume (c’est la première fois que la succession est brisée depuis Hugues Capet). Le récit se focalise sur les intrigues, les convoitises, les ruses provoquées par ces moments de succession. Les épisodes suivent les évènements jusqu’à la déclaration de la guerre de Cent Ans — comme elle sera appelée plus tard — qui en résulte.

## Distribution
- Jeanne Moreau : Mahaut d'Artois
- Philippe Torreton : Robert d'Artois
- Jeanne Balibar : Béatrice d'Hirson
- Giuseppe Soleri (VF : Jean-Christophe Dollé) : Guccio Baglioni
- Julie Gayet : Isabelle de France
- Jacques Spiesser : Charles de Valois
- Julie Depardieu : Jeanne de Bourgogne, comtesse de Poitiers
- Éric Ruf : Philippe de Poitiers puis Philippe V
- Luca Barbareschi (VF : Jean-Marie Winling) : Spinello Tolomei
- Jean-Claude Brialy : Hugues III de Bouville
- Guillaume Depardieu : Louis X le Hutin
- Ana Caterina Morariu (VF : Rafaele Moutier) : Marie de Cressay
- Jean-Claude Drouot : Enguerrand de Marigny
- Jérôme Anger : Guillaume de Nogaret
- Serena Autieri (VF : Mathilda May) : Clémence de Hongrie
- Christopher Buchholz : Édouard II
- Aymeric Demarigny : Charles de France puis Charles IV le Bel
- Gérard Depardieu : Jacques de Molay
- Hélène Duc : Marguerite de Bouville (elle était déjà présente dans la version de 1972, dans le rôle de Mahaut d'Artois)
- Hélène Fillières : Marguerite de Bourgogne
- Tchéky Karyo : Philippe IV le Bel
- Anne Malraux : Blanche de Bourgogne
- Claude Rich : Cardinal Jacques Duèze/Jean XXII
- Bruno Todeschini : Roger Mortimer
- Hélène Vincent : Dame Eliabel de Cressay
- Aurélien Wiik : Édouard III
- Malik Zidi : Philippe VI de Valois
- Michel Hermon : Jean de Marigny
- Toinette Laquière : Jeanne de Valois, comtesse de Beaumont
- Julien Tortora : Pierre de Cressay
- Sophie de La Rochefoucauld : Dame Eudeline
- Wadeck Stanczak : Gaucher de Châtillon
- Julien Lucas : Lormet
- Line Renaud : Marie de Hongrie
- Serge Maillat : Adam Orleton (il était déjà la version de 1972, dans le rôle de William Montaigu)
- Daniel Emilfork : maître Martin
- Patrick Bouchitey : maître Evrard
- Philippe Uchan : prévôt Portefruit
- Marie de Villepin : Philippa de Hainaut
- Sophie Broustal : Jeanne de Divion
- Romain Rondeau : Henri « Tors Col » de Leicester
- Andy Gillet : Hugues Le Despenser
- Christiane Rorato : Mère Abbesse

### Voix françaises
- Guy Chapellier, Pierre Forest, Hervé Furic, Michel Ruhl, Alain Courivaud, Agnès Château, Gérard Darier, Marie Marczak, Catherine Artigala, Paul Bandey, Pascal Borne, Enrique Carballido, Thomas Cousseau, Roland Danna, Andrea De Luca, Serge Faliu, Yvan Garrouel, Pascal Germain, Claire Guillamaud, Sharon Mann, Nikolas Mead, Bernard Métraux, Philippe Peythieu, Didier Riey, Marc Bo Suderi, Sandrine Vignaud-Cohen.

## Fiche technique
- Réalisation : Josée Dayan
- Production : Jean-Luc Azoulay
- Producteur exécutif (cinq épisodes) : Thierry Bettas-Begalin
- Scénario : Anne-Marie Catois
- Photographie : Ennio Guarnieri, Gilles Scarella
- Musique : Bruno Coulais
- Montage : Frederic Beraud-Dufour
- Décors : Philippe Druillet
- Costumes : Mimi Lempicka
- Coordination des cascades :  Philippe Guéguan
- Conseiller équestre  : Mario Luraschi
- Dresseur des animaux  : Pierre Cadéac

### Épisodes
1. Le Roi de fer
2. La Reine étranglée
3. Les Poisons de la couronne
4. La Louve de France
5. Le Lys et le Lion

N.B. : Bien qu'il semble absent de cette adaptation, le quatrième tome (La Loi des mâles) y est bien traité : il occupe la première partie du quatrième épisode, titré d'après le cinquième tome (La Louve de France). Ce dernier est partagé entre les épisodes 4 et 5, le second portant le titre du sixième tome (Le Lis et le Lion), qui occupe la seconde partie de ce dernier épisode.

## Commentaires
Le tournage a été réalisé en 2005 à Hunedoara, en Transylvanie, dans l'ouest de la Roumanie. Le château dans lequel se déroule l'action est le château des Corvins. Des scènes sont tournées au château de Pierrefonds, à la cathédrale de Noyon et à l'abbaye d'Ourscamp dans l'Oise.
Les Rois maudits est directement adapté des six premiers tomes du roman éponyme de Maurice Druon, de l'Académie française, publiés entre 1955 et 1960. Le septième tome (Quand un roi perd la France) n'a pas été traité dans cette adaptation télévisée ; publié en 1977, il ne pouvait pas avoir été adapté dans la mini-série de 1972. Certains personnages, comme Louis d'Évreux, n'y apparaissent pas.
Deux clins d'yeux dans la distribution ont été faits à la précédente adaptation de la saga : l'apparition d'Hélène Duc qui, dans la série de 1972, incarnait Mahaut d'Artois, et incarne dans cette version Mme de Bouville ; celle de Serge Maillat (William Montaigu en 1972, Adam Orleton ici). En outre, Claude Rich joue dans la présente mouture le rôle du cardinal Duèze et futur pape Jean XXII, tandis que sa femme Catherine Rich avait participé à la première dans celui de Jeanne de Bourgogne.

## Produits dérivés

### DVD
- Les Rois maudits (16 novembre 2005), chez ASIN B000BARCI2
- Les Rois maudits, coffret de 3 DVD distribué au Canada par Imavision.